# خط الاتصال

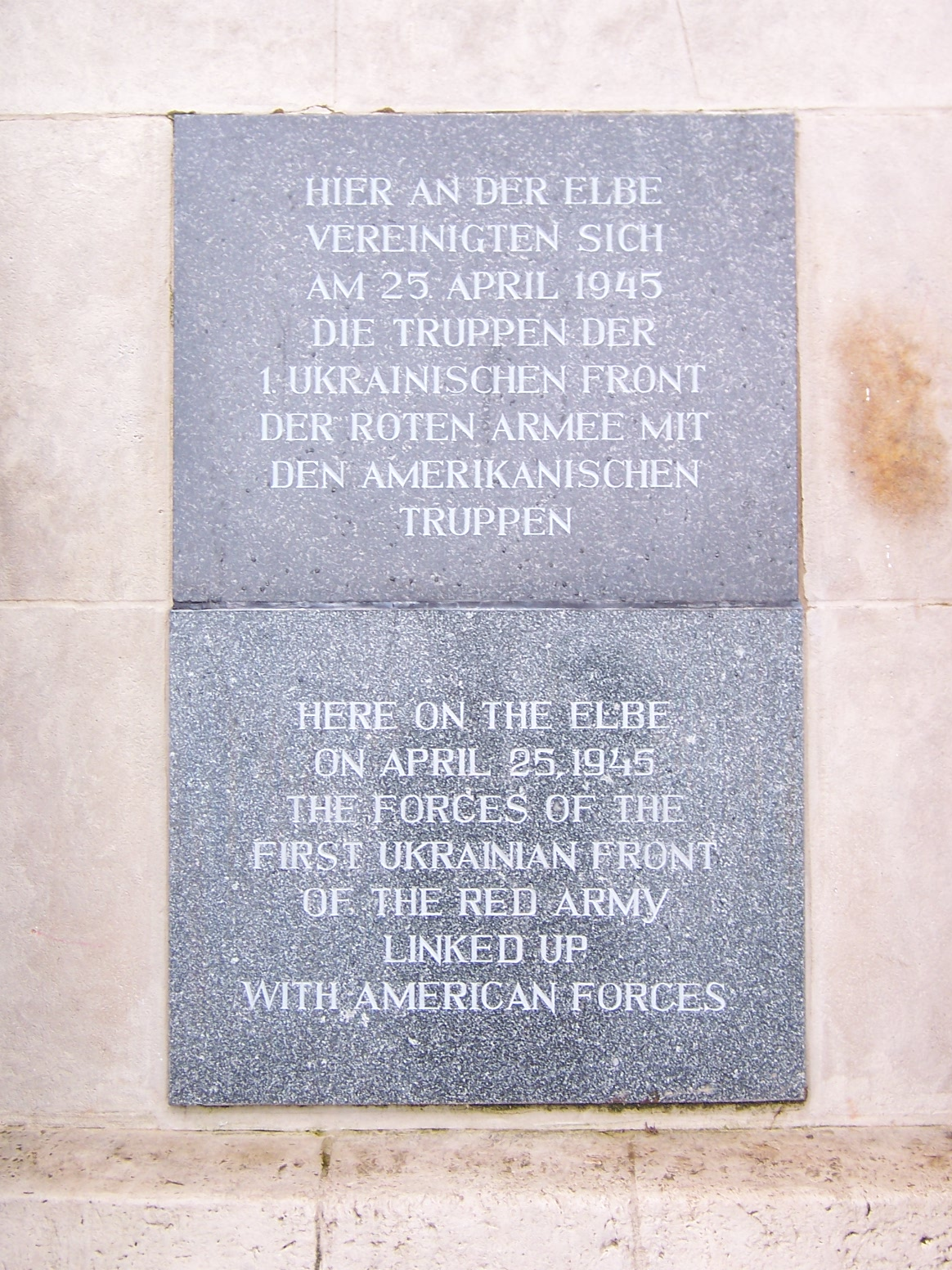
لوحة تذكارية تقف الآن حيث وقعت لحظة "لقاء الشرق مع الغرب" في تورجاو في يوم إلبه، 1945

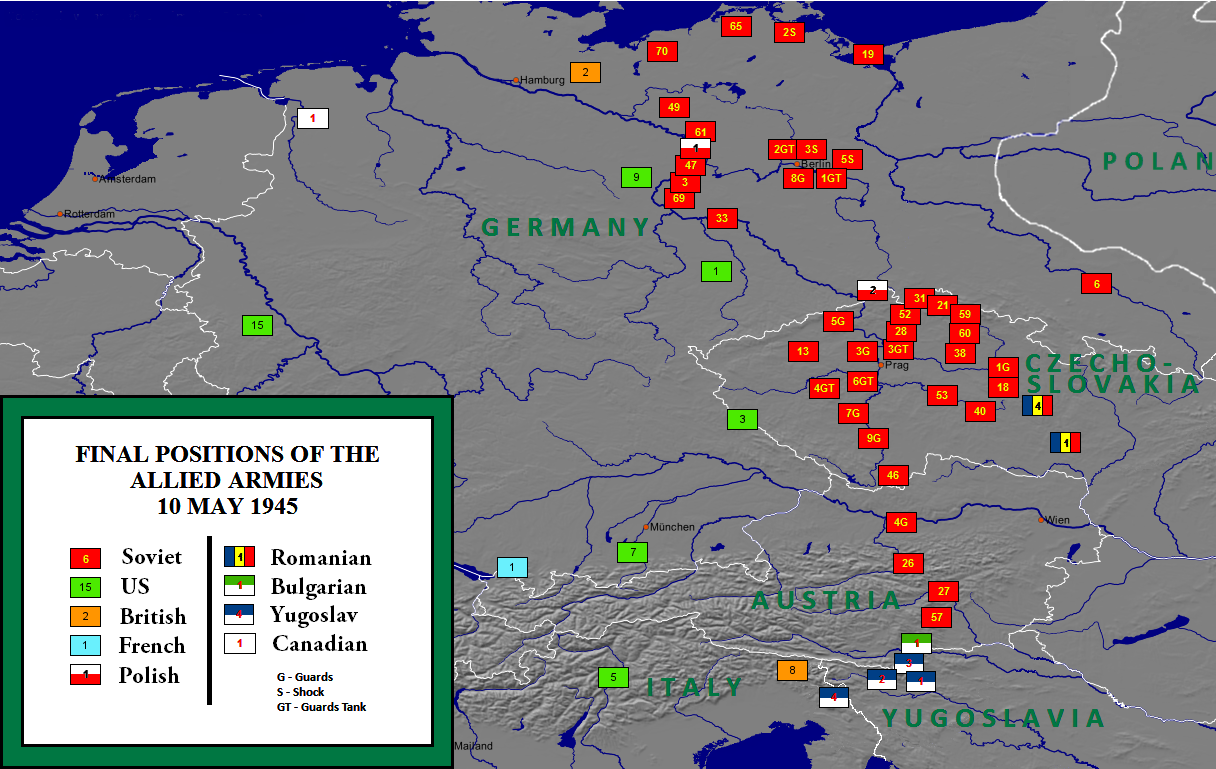
المواقف النهائية لجيوش الحلفاء الغربية والسوفياتية، مايو 1945

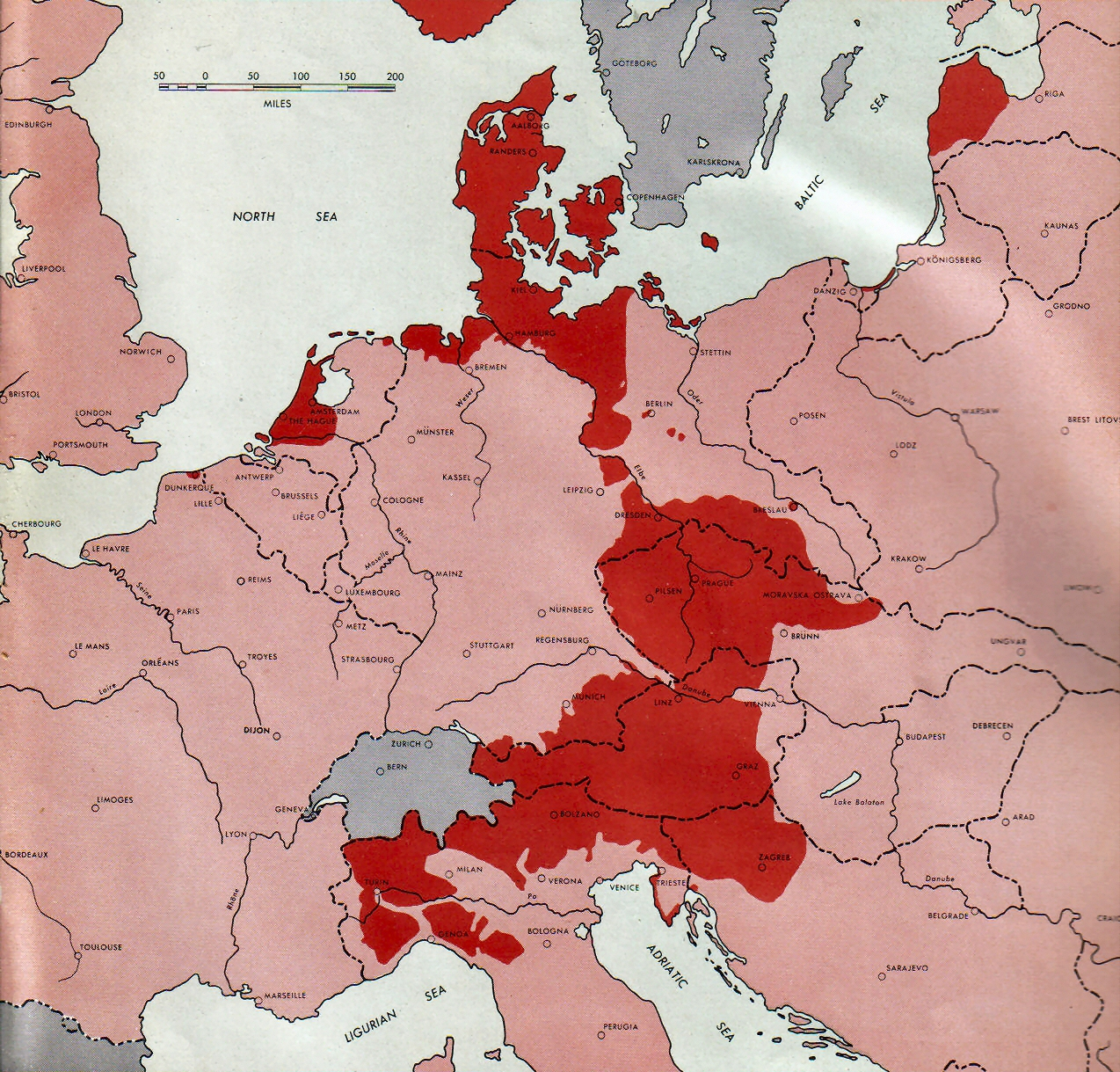
مناطق احتلال الحلفاء، 15 مايو 1945، مع الأراضي الخاضعة لسيطرة الحلفاء في 1 مايو 1945 باللون الوردي وبعد ذلك مكاسب الحلفاء باللون الأحمر

كان خط الاتصال بمثابة أبعد تقدم للجيوش الكندية والأمريكية والبريطانية والسوفياتية في الأراضي التي تسيطر عليها ألمانيا في نهاية الحرب العالمية الثانية في أوروبا. بشكل عام، يشير «خط الاتصال» إلى ترسيم الحدود بين جيشين معينين أو أكثر، سواء كانوا متحالفين أو متحاربين.

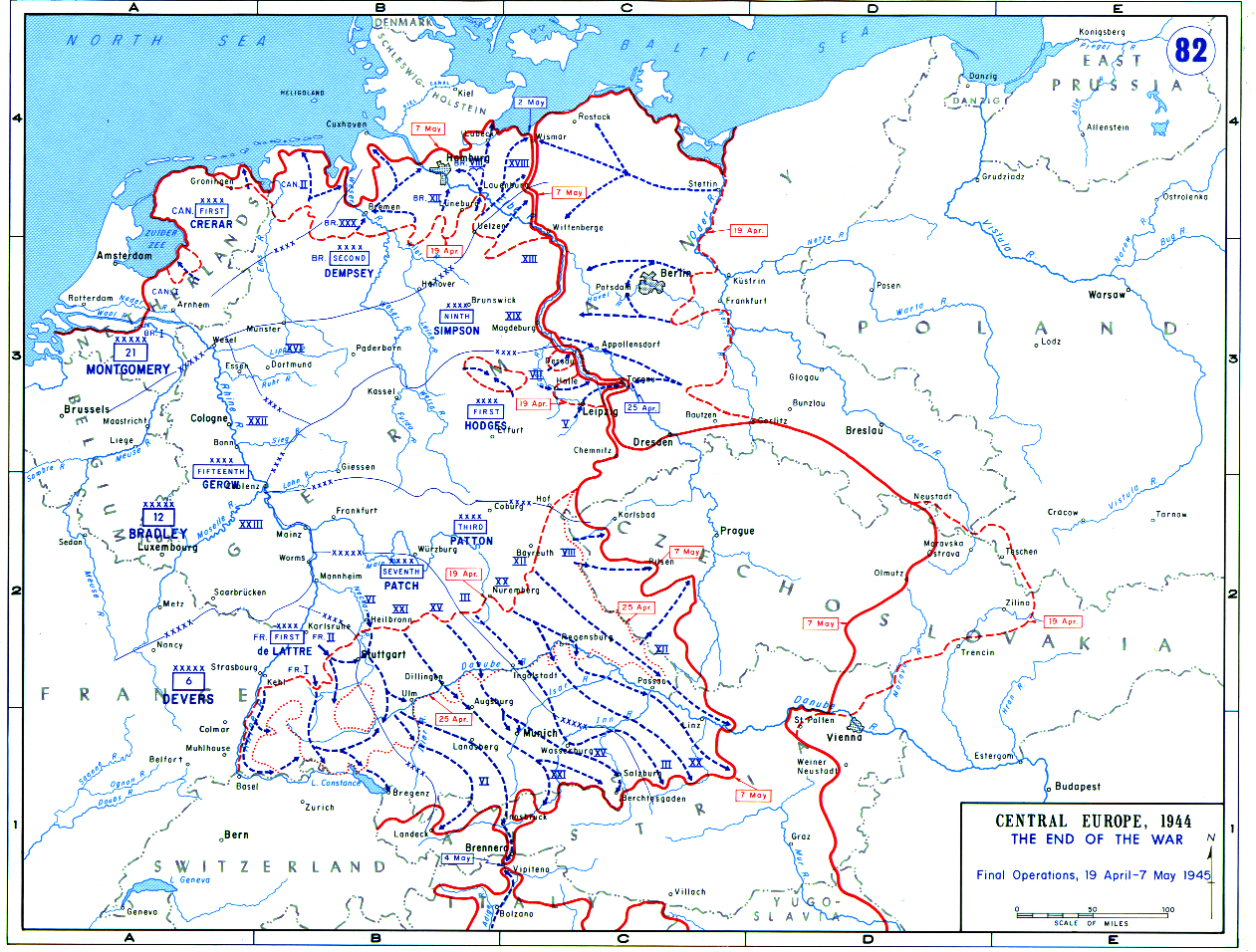
المواقف النهائية لجيوش الحلفاء الغربيين والسوفيات في 8 مايو 1945. كما تم الإشارة إلى المناطق التي لم تشغل بعد

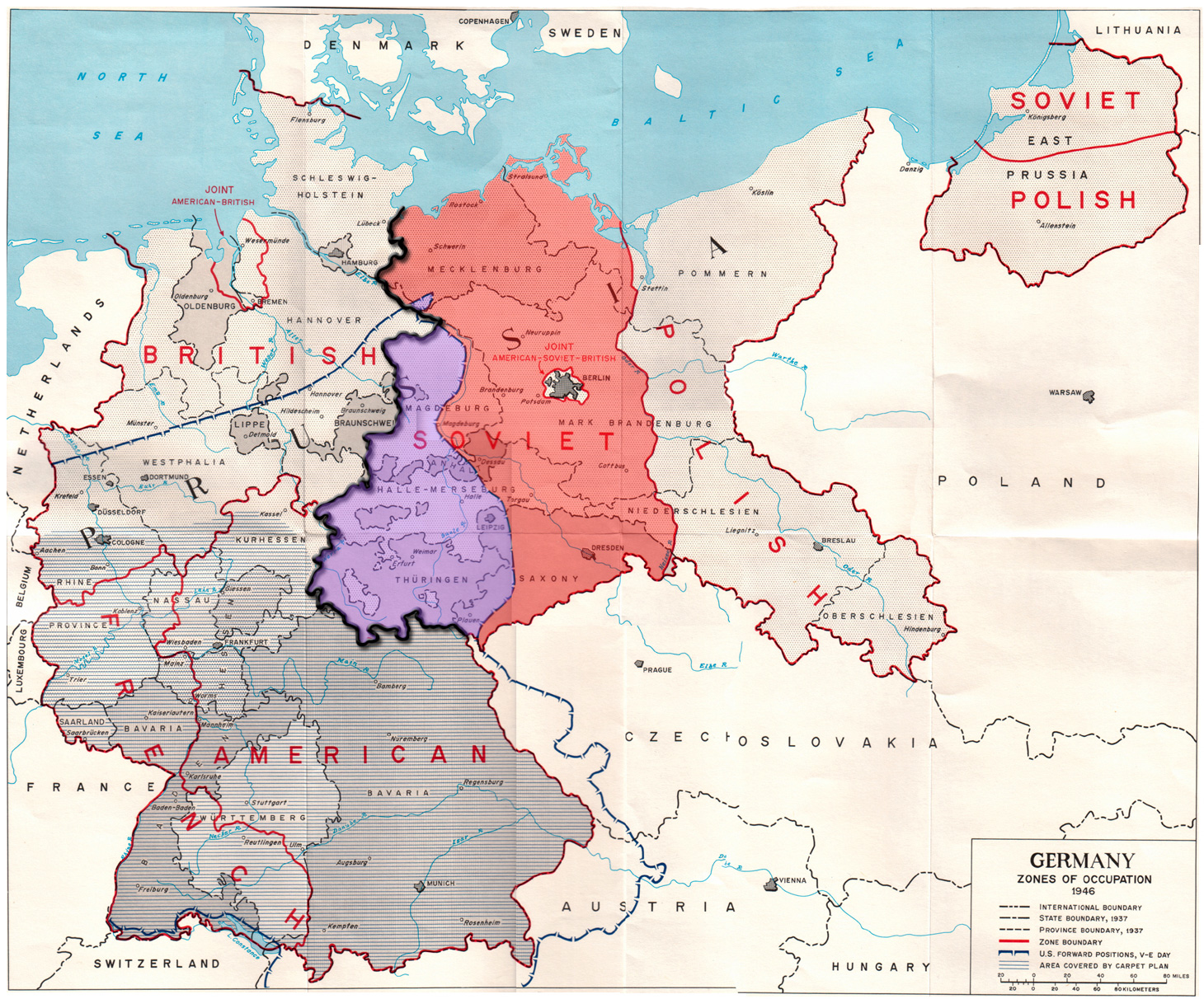
المناطق التي أخلتها القوات الأمريكية للقوات السوفيتية في صيف عام 1945 تظهر باللون البنفسجي، ولا تشمل مناطق مكلنبورغ التي تنازلت عنها القوات الأمريكية / البريطانية للسيطرة السوفيتية في وقت سابق.

بدأ هذا الاتصال مع أول لقاء بين القوات السوفييتية والأمريكية في تورجاو، بالقرب من نهر إلبه في يوم إلبه، 25 أبريل 1945. استمر الخط في التكون مع سيطرة القوات الأمريكية والبريطانية والسوفيتية على القوات النازية أو هزيمتها حتى وقت الاستسلام غير المشروط لألمانيا في 8 مايو وما بعده. لا يتوافق خط الاتصال هذا مع مناطق الاحتلال المتفق عليها، كما نص عليها مؤتمر يالطا. بدلا من ذلك، كان ببساطة المكان الذي التقى فيه الجيشان ببعضهما البعض. كانت القوات الكندية والأمريكية والبريطانية قد تجاوزت بالفعل حدود اتفاقية يالطا، وفي بعض الحالات تجاوزت مائتي ميل، متوغلة في عمق ولايات مكلنبورغ وساكسونيا-أنهالت وساكسونيا وبراندنبورغ. تم الاستيلاء على عاصمة مكلنبورغ، مدينة شفيرين، في 2 مايو 1945. ربما كانت مدينة لايبزيغ في ولاية سكسونيا أكبر المدن التي استولى عليها الأمريكيون والتي كانت داخل المناطق التي تم نقلها لاحقًا إلى السوفييت. احتلت القوات الأمريكية أرض تورينجيا بالكامل. بدأ خط الاتصال المكتمل بين القوات الكندية / الأمريكية / البريطانية والقوات السوفيتية في فيسمار على ساحل البلطيق واتجه جنوباً، مروراً بمحاذاة شفيرين؛ ماغديبورغ منطقة شرق لايبزيغ وإلى مدينة بلزن التشيكية؛ ونحو لينتس في النمسا.
حافظت القوات الأمريكية بشكل عام على هذه المكاسب داخل ألمانيا حتى يوليو 1945، عندما بناءً على أوامر من الرئيس هاري ترومان، وضد نصيحة رئيس الوزراء البريطاني ونستون تشرشل، انسحبت القوات الأمريكية إلى حدود اتفاقية يالطا التي قسمت ألمانيا إلى مناطق احتلال. وتجدر الإشارة إلى أن الاتحاد السوفيتي ربما لم يسمح للقوات الأمريكية والبريطانية بدخول برلين، التي كانت تحت سيطرته بالكامل، إذا لم تحترم الولايات المتحدة حدود اتفاقية يالطا. أصبحت المناطق الألمانية التي تنازلت عنها القوات الأمريكية جزءًا من ألمانيا الشرقية التي يهيمن عليها السوفييت.
لم ينسحب الجيش الأمريكي من غرب تشيكوسلوفاكيا حتى ديسمبر 1945، كجزء من اتفاقية إزالة جميع القوات الأمريكية والسوفياتية من البلاد. تم دمج الأراضي التي تسيطر عليها الولايات المتحدة وبريطانيا والسوفيات في النمسا في خطة الاحتلال. إلى جانب إنشاء منطقة فرنسية، ظلت النمسا تقنيًا دولة محتلة من قبل القوى الأربع حتى عام 1955، عندما غادرت جميع القوات الأجنبية. تمكنت النمسا من البقاء خالية من الهيمنة السوفيتية، بينما لم تستطع ذلك تشيكوسلوفاكيا.

## روابط خارجية
- أرشيفات سي بي سي تقارير راديو سي بي سي عن الاجتماع الروسي والأمريكي في تورجاو في 1 مايو 1945.